# Opsada Gibraltara
Opsada Gibraltara neuspjeli je pokušaj Francuske i Španjolske za osvajanjem Gibraltara tijekom Američkog rata za neovisnost.
U srpnju 1779. Španjolska je proglasila rat Velikoj Britaniji što je Francuska napravila godinu ranije. U srpnju 1779. francusko-španjolska vojska opkolila je Gibraltar. Britanske snage vođene s George Augustus Elliotom trpile su razna bombardiranja i sprječavale ulazak u grad. Najstrašniji je bio prodor 13. rujna 1782. u kojem su Francuzi i Španjolci imali 100.000 ljudi i 48 brodova. Britanska vojska je čudom preživjela i ovaj napad. Napokon u veljači 1783. opsada je pukla i Gibraltar je ostao u britanskim rukama.

## Vanjske poveznice
Sestrinski projekti
|  | Zajednički poslužitelj ima još gradiva o temi Opsada Gibraltara |